# Vál
Vál község Fejér vármegyében, a Martonvásári járásban.

## Fekvése
Fejér vármegye északkeleti részén fekszik, a Váli-völgy középső szakaszán, a Baracska-Alcsútdoboz közti 8111-es út mentén. Székesfehérvártól 50, Budapesttől 45, Bicskétől 18, Baracskától 9,5, Alcsútdoboztól 8,5 kilométer távolságra található.

## Története

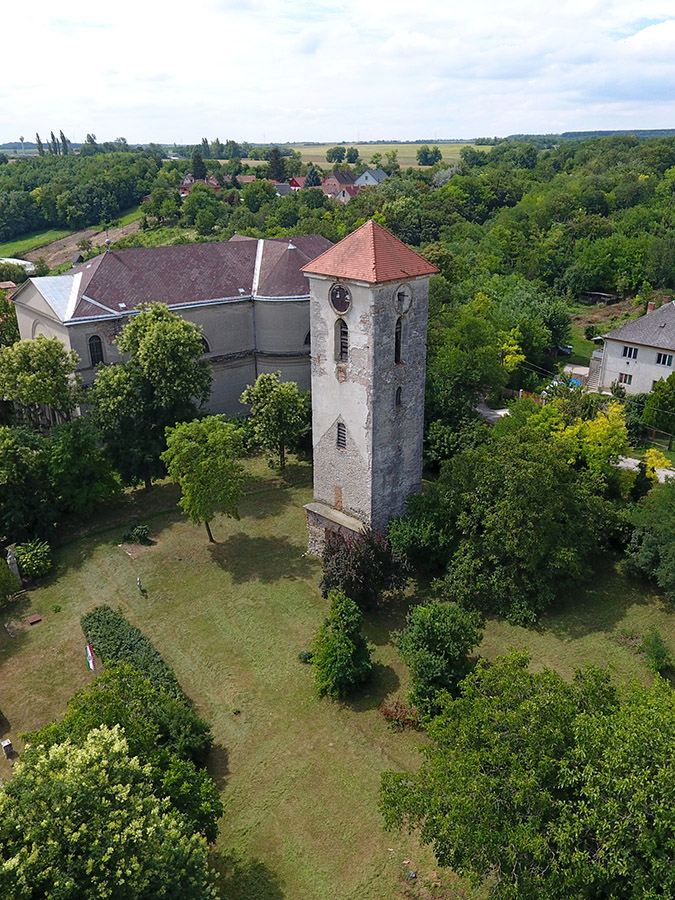
Vál, Csonka torony, török vár - légi fotó

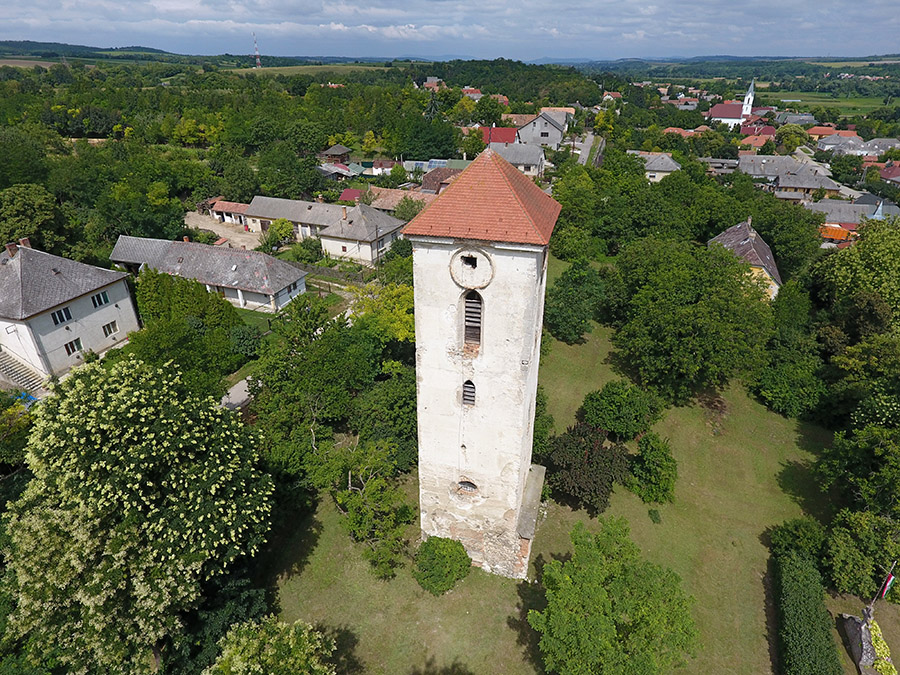
Vál, Csonka torony, török vár - légi felvétel

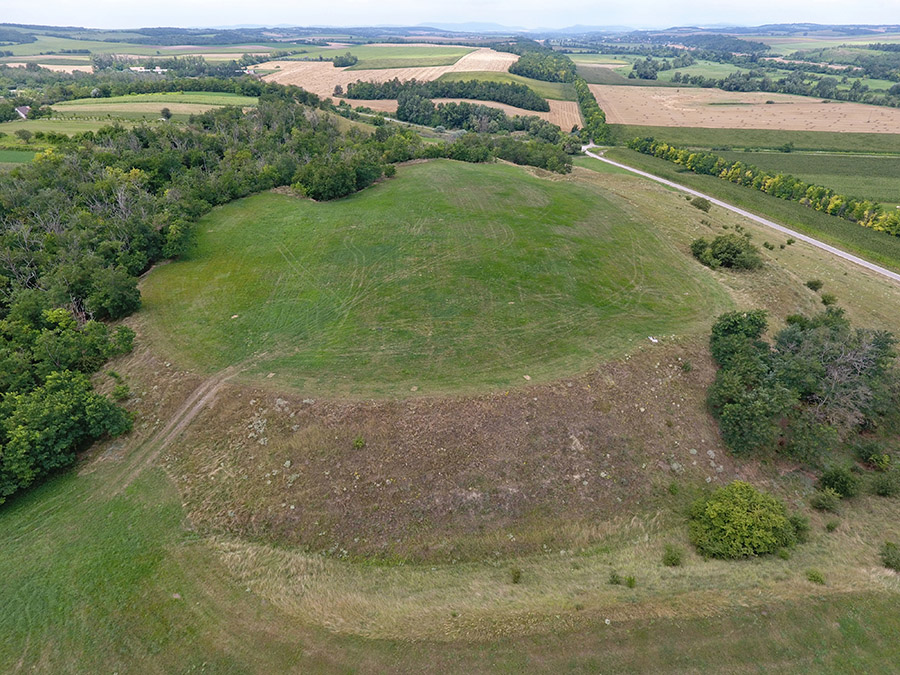
Vál, pogányvár - légi fotó

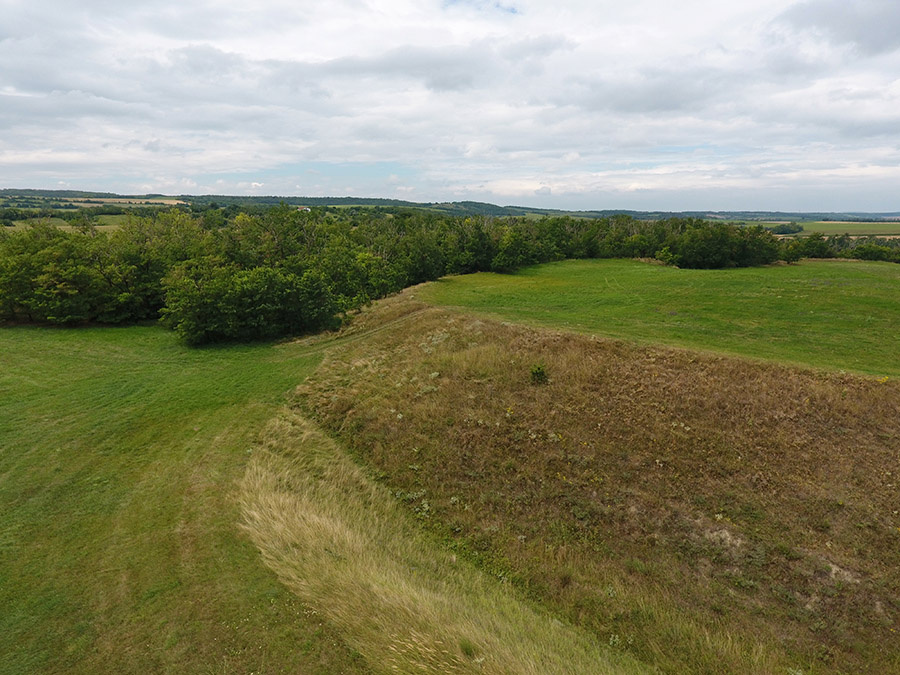
Vál, pogányvár - légi felvétel

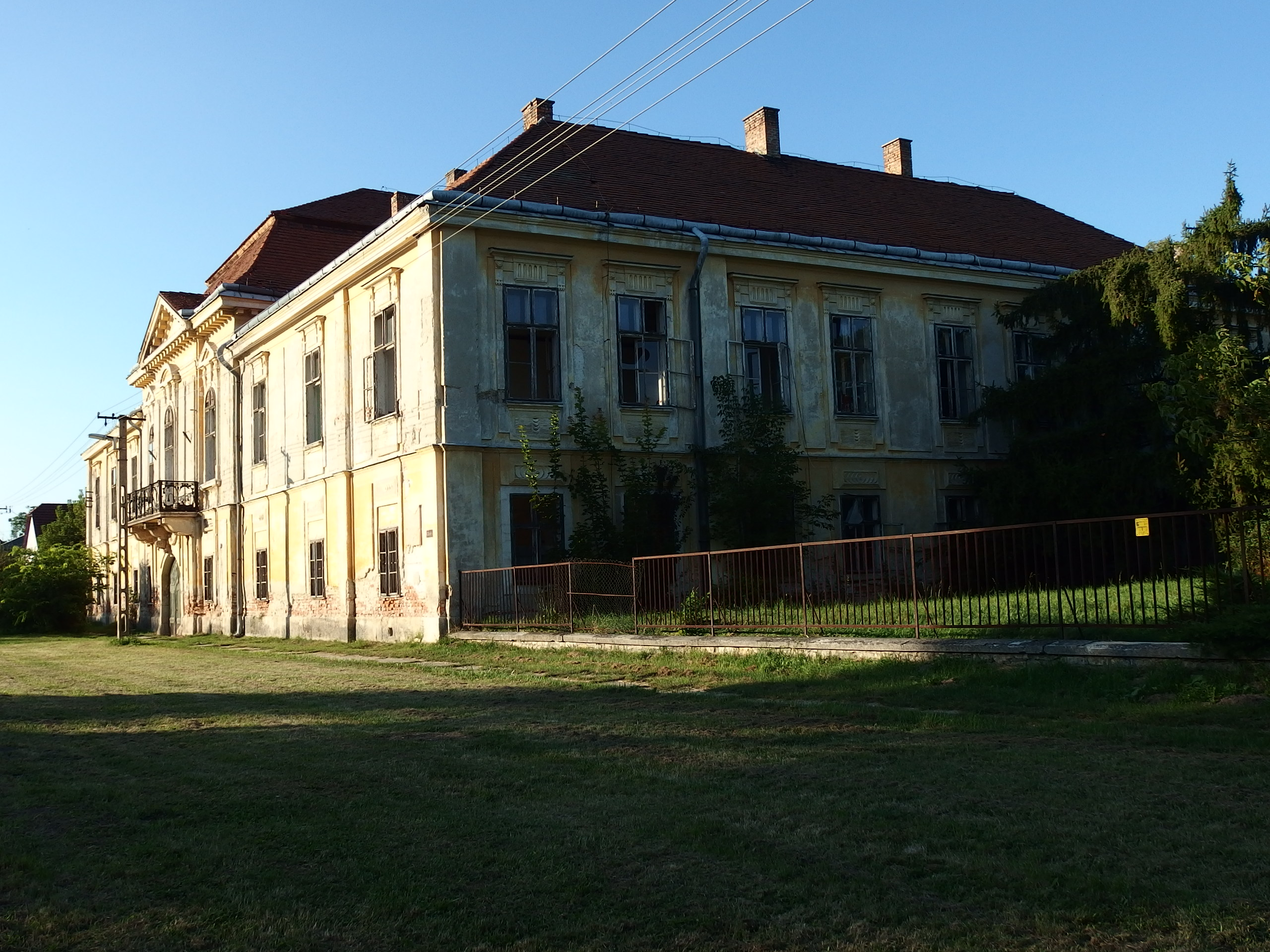
Az Ürményi-kastély

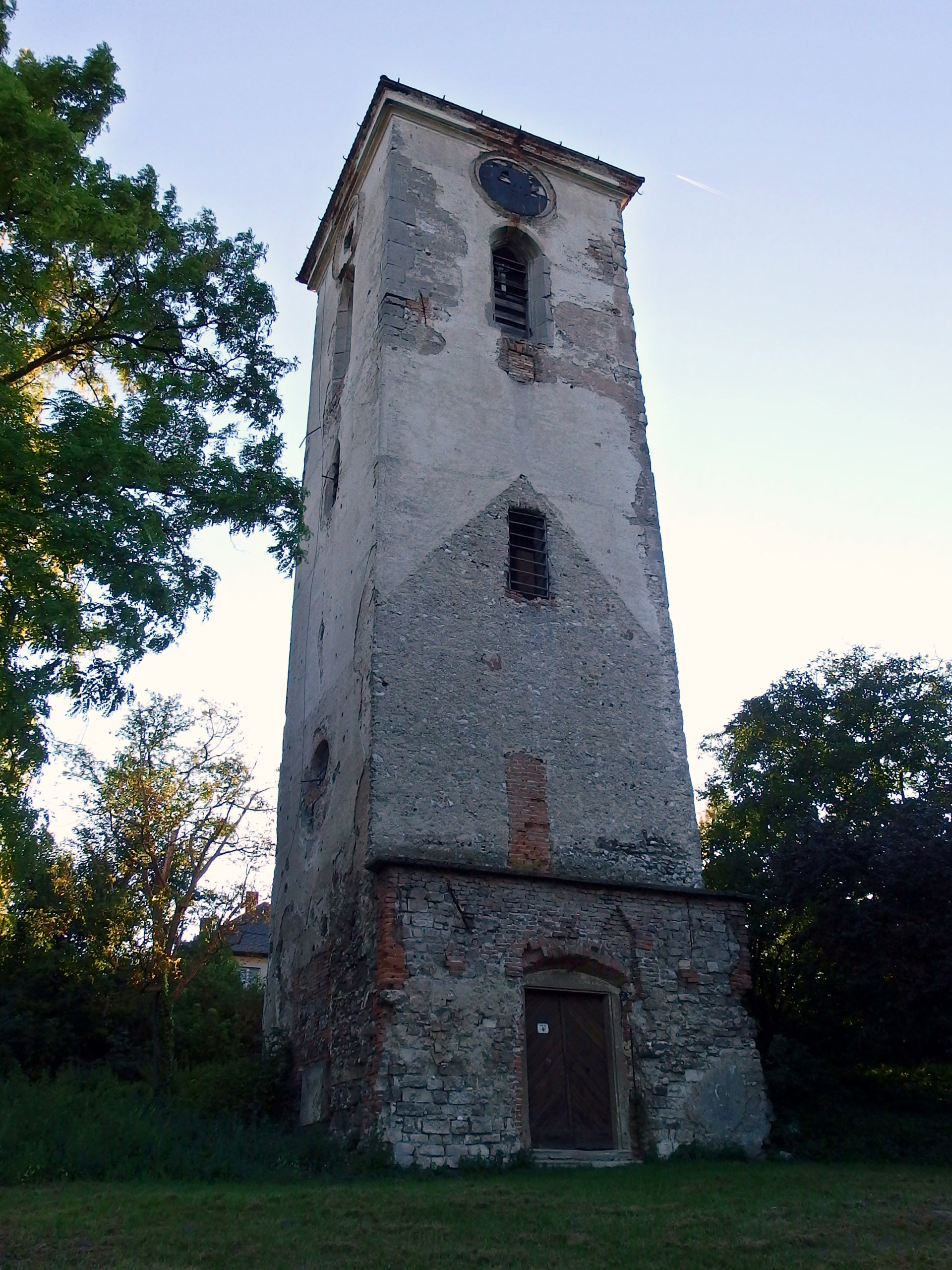
Vál középkori templomtornya

Vál  története a csiszolt kőkorszakig nyúlik vissza, az itt talált régészeti leletek alapján már ekkor lakott hely lehetett.
A falu nevét feltehetően a latin "vallis", "völgy " szóból kapta. Egy másik magyarázat szerint „Valószínűleg puszta személynévből keletkezett magyar névadással. Az alapjául szolgáló személynév bizonyára német eredetű; vö. ném. Wahl (tkp. olaszul v. más újlatin nyelven beszélő ember).” Hibás az az elterjedt elképzelés, hogy Árpád unokáját hívták így. Árpádnak nem volt Vál nevű unokája mai ismereteink szerint. (A félreértés onnan származik, hogy Bíborbanszületett Konstantin leírásában egy 19. században élt történész félreolvasta a görög betűkkel leírt "Fajsz" nevet "Vál"-nak. A ma elfogadott olvasat Jutas fiának nevére: "Fajsz")
Már a római, később a török korban is a falun fontos hadi út haladt át.
1166-ban a település a Veszprémi püspökséghez tartozik.
1247-ben Váli Póka, 1353-ban Váli Tamás, 1388-ban Váli Péter, 1395-ben Váli Egyed birtokaként tartják számon.
1479-ben Somi Józsa temesi bán birtoka, 1518-ban örökösei Vál felét eladták Ákosházy Sárkány Ambrusnak.
1527-ben I. Ferdinánd magyar király elkobozta Somogyi Ferenctől hűtlenség miatt, és Székesfehérvárnak adományozta.
1579-ben Jakusits Ferenc győri várkapitányé lett. 1543-tól Vál török hódoltság alá került. Jelentős településként tartották számon, mivel Buda és Fehérvár között félútnyi távolságra feküdt, ezért a törökök számára fontos stratégiai pont volt.
1728-tól 1773-ig a komáromi jezsuita rendház birtoka volt. 1773-ban, a jezsuita rendház feloszlatása után Mária Terézia Ürményi Józsefnek ajándékozta, aki Vált rövid idő alatt felvirágoztatta. Barokk stílusú kastélyt, katolikus templomot építtetett a településen. A település mezőváros és járási székhely lett. 1776-ban már megalakultak az első céhek, Ürményi József kiharcolta Válnak a vásárjogot is (1782), és hamarosan Vál a környék kereskedelmi központjává vált.
Az 1848–49-es forradalom és szabadságharc első nagy csatája a közelben fekvő Pákozd mellett zajlott le, amely harcokban több falubeli is részt vett.
1878-ban Vál Dréher Antal birtoka lett, amelyet halála után fia örökölt. 1849 után a szolgabíróság a közeli Bicskére települ át, és csak 1865-ben kerül újból vissza.
1910-ben a település 3100 lakosából 3076 fő magyar, 14 német, 7 szlovák, 2 román és 1 egyéb volt.
1912-ben a járásbíróságot, s vele együtt a telekkönyvi hivatalt és a körjegyzőt is Bicskére helyezték.
A második világháború előtt Válon három elemi iskola működött, a római katolikus, a református és a Marianna-pusztai uradalmi iskola. Utóbbiba Farkasfapusztáról is jártak gyerekek.
Az 1944. évi Helységnévtár szerint Vál területe 7033 kat. hold volt, lakosainak száma 2879 fő, valamennyien magyar anyanyelvűek. Kültelki lakott helyek a következők voltak: Farkaspuszta, Gyűrűsaljpuszta, Mária-Annapuszta, Újhegy. A községben 100 holdon felüli nagybirtokosok: Dreher Jenő (2757 kat. hold), Hollán Ernő és Sándor (104 kat. hold) és Kolossváry Miklós (102 kat. hold). A római katolikus egyház 10 holdas birtokkal rendelkezett, 181 Vál község tulajdona volt, amiből 101 hold földadó alá nem eső terület.
1945 előtt az egyéni gazdaságok birtokaránya a következő volt: 20 kat. holdon felüli gazdaságok száma: 18, 10-20 kat. hold közötti gazdaság: 70, 5-10 kat. hold közötti gazdaság: 185, 1-8 kat. hold közötti gazdaság: 180. Mezőgazdasági munkás, napszámos család: 145, a kisiparos családok száma 88, a kereskedők és a vendéglős családok száma 12. A falu lakosságának túlnyomó része ekkor római katolikus (1980 fő), számottevő volt még a reformátusok száma (750 fő).
Vál 1945 előtt járási székhely volt.
1944. március 19-én a németek megszállták Vált. Az SS és Wehrmacht alakulatok kiképzőtáborokat is létesítettek a községben, birtokba vettek a római katolikus iskolából két tantermet, valamint a kastély délkeleti szárnyát, ahol a parancsnokság és a tisztek nyertek elhelyezést. 1944 végén ezt a részt kórháznak rendezték be, a 15–20 km-re húzódó frontról ide szállították a sebesülteket.
1944 október-novemberében erdélyi menekülteket telepítettek le a községben. Pesterzsébetről nyolc nyilas vezető és 25 nyilas család érkezett. November végén elrendelték a katonaköteles férfiak bevonulását, a község lakosságát pedig kitelepülésre utasították. A felhívásnak egyetlen férfi sem tett eleget, a "SAS" behívóparancsot megtagadták és elrejtőztek.
1944. december 21-én a Válon pihenő és az utánpótláshoz tartozó német alakulatok visszavonultak, a szovjet csapatok aknákkal lőtték a visszavonuló németeket. 22-én reggel fél 9-kor érkeztek meg a szovjet csapatok a községbe. 23-án délelőtt a németek erős bombatámadást intéztek a község belterületének irányába, a lakóházakat és a szovjet csapatokat bombázták. Az István téren megsemmisült a községháza, a tűzoltószertár, megsérült a római katolikus templom és iskola, romba dőlt a Hangya szövetkezeti bolt, az itt álló lakások háromnegyed része, a tejcsarnok és 27 lakóház. Kisebb sérülést szenvedett még 45 lakóház.
1945. január 24-én a szovjet csapatok kivonultak Válról. 25-én Székesfehérvárról Vereben keresztül törtek előre a németek, egészen a váli katolikus templomig jutottak. Az Antali erdő és a temető közötti területen folytak a harckocsi-összecsapások. A szovjetek visszaszorították a német támadást, ám a németek három szovjet T-34-es tankot kilőttek. Az elesett katonákat a templomtorony előtti kertben helyezték örök nyugalomra.
A szovjetek a kastélyban, a Vajda János utcai általános iskolában és a gyógyszertár épületében rendeztek be hadikórházat. Az itt elhunytakat a Vajda János-emlékmű kertjében temették el. Február közepétől négy hétig a Vajda János utcában volt a szovjet főhadiszállás, az egész utca lakosságát kitelepítették, a főhadiszállás parancsnokságán kívül más nem tartózkodhatott ott.
A Vértes lábánál folyó harcok miatt Vértesboglár és Csákvár lakosságának egy részét Válra telepítették.
Március végére már csak egy kisebb létszámú szovjet egység maradt a községben.
1945. május 29-iki adatok szerint 353 család kapott földet. Igénybevételre 2678 kat. hold került, az igénylőknek 1833 kat. holdat osztottak ki. Dreher Jenő 845 kat. holdas erdeje állami tulajdon lett. Házhelyeknek és a később hazatérő katonák számára tartalékoltak 127 holdat.
1945 után a szolgabíróság helyett megalakult a városi jegyzőség, s a választásokon a Kisgazdapárt kapta a legtöbb voksot.
1959-ben megalakult a településen a termelőszövetkezet, amelybe az agitáció eredményeként a falu nagy része belépett, s csak 25 egyéni gazda maradt. 1961-ben a kastélyban megnyílt a Vajda János emlékmúzeum. 1963-ban Mezőgazdasági szakiskola nyílt az Ürményi-kastélyban, amelyet 1969-ben restauráltak.
1997-ben Vajda János halálának 100. évfordulójára felújították Vajda János szüleinek házát, s itt tartották a megemlékezést, amelyen híres írók, művészek is részt vettek.

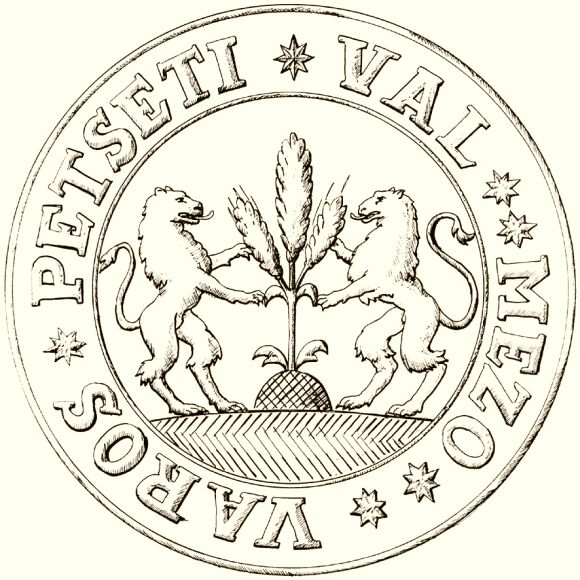
Vál mezőváros 18. századi pecsétje

## Közélete

### Polgármesterei
- 1990–1994: Szabó István (független)[9]
- 1994–1998: Szabó István (független)[10]
- 1998–2002: Tóth Ferencné (független)[11]
- 2002–2006: Zsirai Győző (független)[12]
- 2006–2010: Tóth Ferencné (független)[13]
- 2010–2014: Bechtold Tamás János (Fidesz-KDNP)[14]
- 2014–2019: Bechtold Tamás János (Fidesz-KDNP)[15]
- 2019–2024: Bechtold Tamás (Fidesz-KDNP)[16]
- 2024– : Bechtold Tamás János (Fidesz-KDNP)[1]

## Népesség
A település népességének változása:
| Lakosok száma | 2456 | 2409 | 2385 | 2483 | 2589 | 2558 | 2605 |
|               | 2013 | 2014 | 2015 | 2021 | 2022 | 2023 | 2024 |

A 2011-es népszámlálás során a lakosok 88,7%-a magyarnak, 0,3% bolgárnak, 0,3% cigánynak, 1% németnek, 0,2% románnak mondta magát (11,2% nem nyilatkozott; a kettős identitások miatt a végösszeg nagyobb lehet 100%-nál). A vallási megoszlás a következő volt: római katolikus 48,9%, református 17,9%, evangélikus 0,5%, felekezeten kívüli 9,8% (22,1% nem nyilatkozott).
2022-ben a lakosság 92,6%-a vallotta magát magyarnak, 0,8% németnek, 0,7% cigánynak, 0,2% románnak, 0,2% ukránnak, 3,4% egyéb, nem hazai nemzetiségűnek (7,4% nem nyilatkozott; a kettős identitások miatt a végösszeg nagyobb lehet 100%-nál). Vallásuk szerint 33,6% volt római katolikus, 15,3% református, 0,7% evangélikus, 0,1% görög katolikus, 0,1% ortodox, 0,6% egyéb keresztény, 0,5% egyéb katolikus, 11,9% felekezeten kívüli (36,8% nem válaszolt).

## Nevezetességei
- Vajda János Emlékház A falutól kb. 3 km-re, az Antali erdőben található az a régi, de felújított kis erdészház, Vajda János gyermekkorának színhelye, melyet annyiszor megénekelt a költő. A ház falán lévő emléktáblát 1934 májusában helyezte el a Vajda János Társaság. Az emléktábla avatási ünnepségen jelen volt Móricz Zsigmond is, aki nagy tisztelője volt a költőnek.
- Vajda János szobor Holló Barnabás alkotása a falu főutcáján található, 1908-ban avatták.
- Ürményi-kastély Az épületben a török kiűzése után – egészen 1773-as feloszlatásukig – a komáromi jezsuiták rendháza működött, majd Ürményi József státusz-miniszter kapta ajándékba Mária Teréziától, a népoktatás terén szerzett érdemei elismeréseként. Ürményi József az addig földszintes épületre még egy szintet építtetett, s ekkor alakult ki ma is látható  U-alaprajzú formája. A rossz állapotú kastélyt jelenleg nem használják.
- Az Ürményi család mauzóleuma 1834-ben épült. Kör alaprajzú, lapos kupolájú, felül világító ablakkal ellátott épület, melyhez lépcső vezet fel. A főpárkány alatt empire stílusú kő virágfüzérek húzódnak.
- Római katolikus temploma 1819–1824 között klasszicista stílusban, torony nélkül épült. Építtetője a település földesura, Ürményi József volt. Szentélye kettős korinthoszi pillérű és oromzatú.
- Középkori templomtorony a római katolikus templom mellett. 12-13. századi első templomhoz építették.
- Váli szerelemszobor alkotója Alexander Milov, ukrán művész. Az alkotás méretei: 10 méter magas, 16 méter hosszú. A szobor először 2015-ben Nevadában, a Burning Man fesztiválon került kiállításra, ahol a legjobb alkotások között szerepelt. Kicsit később, 2017-ben Magyarországra szállították és a Haraszthy birtokon szerelték össze.

## Híres váliak
- Vajda János költő (1829–1897) a váli erdőben töltötte gyermekkorát, ahol apja uradalmi erdész volt. Azt az erdőszéli kis házat, melyben nevelkedett, a tájat, vallotta szülőföldjének, noha nem itt, hanem Pesten született. Ide vágyott vissza mindig. Erről ír „A váli erdő” című versében is:

„Odabenn a mély vadonban,
A csalános iharosban,
Félreeső völgy ölében,
Sürű árnyak enyhelyében
Óh milyen jó volna ottan,
Abban a kis házikóban,
Élni, éldegélni szépen,
Békességben, csöndességben”!…
- Kokas Ignác (1926–2009) Prima Primissima díjas, Munkácsy-díjas és Kossuth-díjas, érdemes művész festő.
- Varga Zoltán (1945–2010) olimpiai bajnok (1964, Tokió), Európa-bajnoki bronzérmes (1964, Madrid) labdarúgó, aki a Ferencváros színeiben négyszer szerzett bajnoki címet. A magyar futball történetének egyik legragyogóbb tehetsége.